# Torrent de les Fraus de l'Otzet
El torrent de les Fraus de l'Otzet és un torrent que discorre pels termes municipals de Granera i Monistrol de Calders, a la comarca del Moianès.

El Torrent de les Fraus de l'Otzet, respecte del terme de Granera

## Etimologia
Deu el seu nom al fet que discorre per una vall profunda -frau- en terres de la masia de l'Otzet.

## Origen
Es forma a l'extrem sud-oest del terme de Granera, al nord-oest del Bosc Negre, al nord-est del Serrat dels Tres Senyors i al nord-oest del Coll del Serrat dels Tres Senyors, a l'extrem meridional del Serrat del Vent.

## Granera
Des del lloc on es forma davalla cap al nord-oest en un primer tram, i després ja de dret cap al nord, però fent nombrosos meandres a causa de l'accidentat del terreny que travessa. Discorre paral·lel a ponent del Serrat del Vent i a llevant de la carretera B-124, que va resseguint la carena de la Carena de les Elies, límit occidental del torrent de les Fraus de l'Otzet. Deixa a la dreta el paratge de la Frau i, just abans d'abandonar el terme de Granera, deixa a la dreta el Pla i el Serrat de les Soques, i a l'esquerra el Coll Blanc.

## Monistrol de Calders
Entra en terme de Monistrol de Calders a ponent de l'extrem sud del Serrat de l'Otzetó, i poc després passa a llevant del Rossinyol, i de seguida, a ponent de les restes de l'Otzetó. Immediatament després s'aboca en el torrent de l'Om just a ponent de la Balma Freda.